# Zkosení

Horizontální zkosení roviny s koeficientem m = 1.25, ilustrované jeho účinkem na pravoúhlou mřížku (zeleně) a některé obrazce (modře). Černě vyznačený bod je počátek.

Zkosení je v eukleidovské geometrii lineární zobrazení, které posune každý bod v pevném směru o hodnotu úměrnou jeho vzdálenosti od přímky, která je rovnoběžná se směrem zkosení a prochází počátkem souřadnicového systému.
Příkladem je zobrazení, které bere jakýkoli bod se souřadnicemi {\displaystyle (x,y)} na bod {\displaystyle (x+2y,y)}. V tomto případě, je posunutí horizontální, pevná přímka je osa {\displaystyle x} a vzdálenost se znaménkem je souřadnice {\displaystyle y}. Při zkosení se body na opačné straně referenční přímky posunují opačným směrem.
Zkosení nelze zaměňovat s otáčením (rotací). Aplikace zkosení na množinu bodů roviny změní všechny úhly mezi nimi (kromě přímých úhlů) a délky všech úseček, které nejsou rovnoběžné se směrem zkosení. Tím se naruší tvar většiny geometrických obrazců, čtverce se například změní na rovnoběžníky a kružnice na elipsy. Zkosení však zachovává plošný obsah geometrických obrazců a zarovnání a relativní vzdálenosti kolineárních bodů. Zkosení je hlavním rozdílem mezi stojatou antikvou a kurzívou nebo šikmým písmem.

V dynamice tekutin zkosení zobrazuje tok tekutiny mezi rovnoběžnými deskami v relativním pohybu.

Stejná definice se používá ve stereometrii, vzdálenosti se však měří od pevné roviny. Trojrozměrné zkosení zachovává objem prostorových těles, ale mění oblasti rovinných obrazů (kromě těch, které jsou rovnoběžné se směrem zkosení).
Tato transformace se používá pro popis laminárního proudění tekutiny mezi deskami, jeden se šíří v rovině výše a rovnoběžný s první.
V obecném {\displaystyle n}-rozměrném Kartézském prostoru {\displaystyle \mathbb {R} ^{n}} se vzdálenost měří od pevné nadroviny rovnoběžné se směrem zkosení. Tato geometrická transformace je lineárním zobrazením {\displaystyle \mathbb {R} ^{n}}, které zachovává {\displaystyle n}-rozměrnou míru ({\displaystyle n}-rozměrný objem) jakékoli množiny.

## Definice

### Horizontální a vertikální zkosení roviny

Through a zkosení mapping coded in SVG,
a Obdélník se stane Rovnoběžník.

V rovině {\displaystyle \mathbb {R} ^{2}=\mathbb {R} \times \mathbb {R} }, horizontální zkosení (nebo zkosení rovnoběžné s osou x) je funkce, která převádí libovolný bod se souřadnicemi {\displaystyle (x,y)} na bod {\displaystyle (x+my,y)}; kde {\displaystyle m} je pevný parametr nazývaný faktor zkosení.
Toto zobrazení způsobí posun každého bodu vodorovně o hodnotu úměrnou jeho souřadnici {\displaystyle y}. Body nad osou {\displaystyle x} se posouvají vpravo ({\displaystyle x} se zvětšuje), pokud {\displaystyle m>0} a vlevo, pokud {\displaystyle m<0}. Body pod osou {\displaystyle x} se posouvají v opačném směru, a body na ose zůstávají na místě.
Přímky rovnoběžné s osou {\displaystyle x} zůstávají, kde jsou, a všechny ostatní přímky se otočí o určitý úhel kolem bodu, kde protínají osu {\displaystyle x}. Konkrétně svislé přímky přejdou na skloněné se směrnicí {\displaystyle 1/m}. Faktor zkosení {\displaystyle m} kotangens funkcí úhlu {\displaystyle \varphi }, o který se nakloní vertikální přímky, nazývaného úhel zkosení.
Pokud zapisujeme souřadnice bodu jako sloupcový vektor (matice 2×1), zkosení lze zapsat jako násobení maticí 2×2:
{\displaystyle {\begin{pmatrix}x^{\prime }\\y^{\prime }\end{pmatrix}}={\begin{pmatrix}x+my\\y\end{pmatrix}}={\begin{pmatrix}1&m\\0&1\end{pmatrix}}{\begin{pmatrix}x\\y\end{pmatrix}}.}
Vertikální zkosení (nebo zkosení rovnoběžné s osou {\displaystyle y}) přímek se chová podobně, ale role os {\displaystyle x} a {\displaystyle y} jsou prohozeny. Vertikální zkosení odpovídá násobení souřadnicového vektoru transponovanou maticí:
{\displaystyle {\begin{pmatrix}x^{\prime }\\y^{\prime }\end{pmatrix}}={\begin{pmatrix}x\\mx+y\end{pmatrix}}={\begin{pmatrix}1&0\\m&1\end{pmatrix}}{\begin{pmatrix}x\\y\end{pmatrix}}.}
Svislé zkosení posune body vpravo od osy {\displaystyle y} nahoru nebo dolů, podle znaménka {\displaystyle m}. Vertikální přímky ponechá nezměněné, ale všechny jiné přímky nakloní kolem bodu, kde se protínají s osou {\displaystyle y}. Konkrétně horizontální přímky budou nakloněny o úhel zkosení {\displaystyle \varphi }, čímž se z nich stanou přímky se sklonem {\displaystyle m}.

### Obecné zkosení
Pro vektorový prostor V a jeho podprostor W, zkosení zachovávající W převádí všechny vektory ve směru rovnoběžném s W.
Přesněji, pokud V je direktní součet W a W′ a vektory zapisujeme jako
v = w + w′
stejně tak typické zkosení zachovávající W je L splňující vztah
L(v) = (Mw + Mw′) = (w + Mw′)
kde M je lineární zobrazení z W′ na W. Pomocí blokové matice lze L zapsat jako
{\displaystyle {\begin{pmatrix}I&M\\0&I\end{pmatrix}}}

## Aplikace
William Kingdon Clifford zmiňuje následující aplikace zkosení:
„Řada zkosení nám umožňuje převést jakýkoli obrazec omezený přímkami na trojúhelník o stejné ploše.“
„… jakýkoli trojúhelník můžeme zkosit na pravoúhlý trojúhelník, přičemž se jeho plocha nezmění. Díky tomu je plocha jakéhokoli trojúhelníka polovina plochy obdélníka se stejnou základnou a s výškou rovnou kolmici na základnu z protilehlého vrcholu.“
Poznatek, že zkosením se nemění plocha, lze používat pro řešení úloh, v nichž se má zjišťovat plocha. Pomocí zkosení lze znázornit například Pythagorovu větu nebo příbuznou větu o geometrickém průměru.
Algoritmus, který navrhl Alan W. Paeth, používá posloupnost tří zkosení (horizontální, vertikální, pak znovu horizontální) pro rotaci obrazu o libovolný úhel. Implementace algoritmu je velmi jednoduchá a velmi efektivní, protože v každém kroku se v každém okamžiku zpracovává pouze jeden sloupec nebo jedna řada pixelů.
V typografii se normální písmo zkosením transformuje na šikmé písmo.
V předeinsteinovském Galileiho principu relativity jsou transformace mezi vztažnými soustavami zkosením nazývaným Galileovy transformace. Tyto transformace se také objevují, při popisu pohybující se vztažné soustavy vůči „upřednostňované“ soustavě, někdy označované jako absolutní čas a prostor.